# Poecilmitis natalensis
Poecilmitis natalensis är en fjärilsart som beskrevs av Van Son 1966. Poecilmitis natalensis ingår i släktet Poecilmitis och familjen juvelvingar. Inga underarter finns listade i Catalogue of Life.